# Amigas en un camino de campo
Amigas en un camino de campo es una película de dramática argentina dirigida por Santiago Loza.
La película tuvo su estreno mundial en la sección oficial (competencia latinoamericana) de la 37.ª edición del Festival Internacional de Cine de Mar del Plata.

## Sinopsis
Una piedra cae del cielo en un pueblo de montaña. Dos amigos salen a buscarla al campo. Por el camino hablan, recuerdan a un amigo fallecido, ríen, discuten, conocen a otros buscadores. En el camino se lee poesía, se escucha poesía, se siente poesía en el viento. Desde el comienzo del día hasta que se apaga la luz. Una o varias despedidas, pero también encuentros y promesas. Una película sobre las amistades, los paisajes invernales y algo tan inútil y necesario como la poesía.

## Elenco
- Anabella Bacigalupo
- Eva Bianco
- Jazmín Carballo
- Carolina Saade